# Igreja dos Lóios
A Igreja dos Lóios é uma igreja situada na freguesia de Sé e São Pedro, Évora, Portugal anexa ao Convento dos Lóios. Foi classificada em 1910 como Monumento Nacional.